# Rise Up (Lied)
Rise Up ist ein Song der US-amerikanischen R&B-Sängerin Andra Day. Das Stück wurde am 27. August 2015 als Single aus ihrem Debütalbum Cheers to the Fall ausgekoppelt, das am selben Tag erschien.

## Inhalt und Video
Der Titel des Liedes, Rise Up, kann mit sich erheben aber auch sich empören übersetzt werden. Das Lied erzählt von wegweisenden afroamerikanischen Frauen, die etwas geleistet und andere inspiriert haben und endet mit den Worten „We'll rise up, and we'll do it a thousand times again, for you.“ („Wir werden uns erheben, und wir werden es tausendmal wieder tun, für euch.“)
Für das Musikvideo zum Lied, das im Mai 2016 erschien, war M. Night Shyamalan mit der Regie beauftragt worden; es ist sein erstes Musikvideo.

## Rezeption

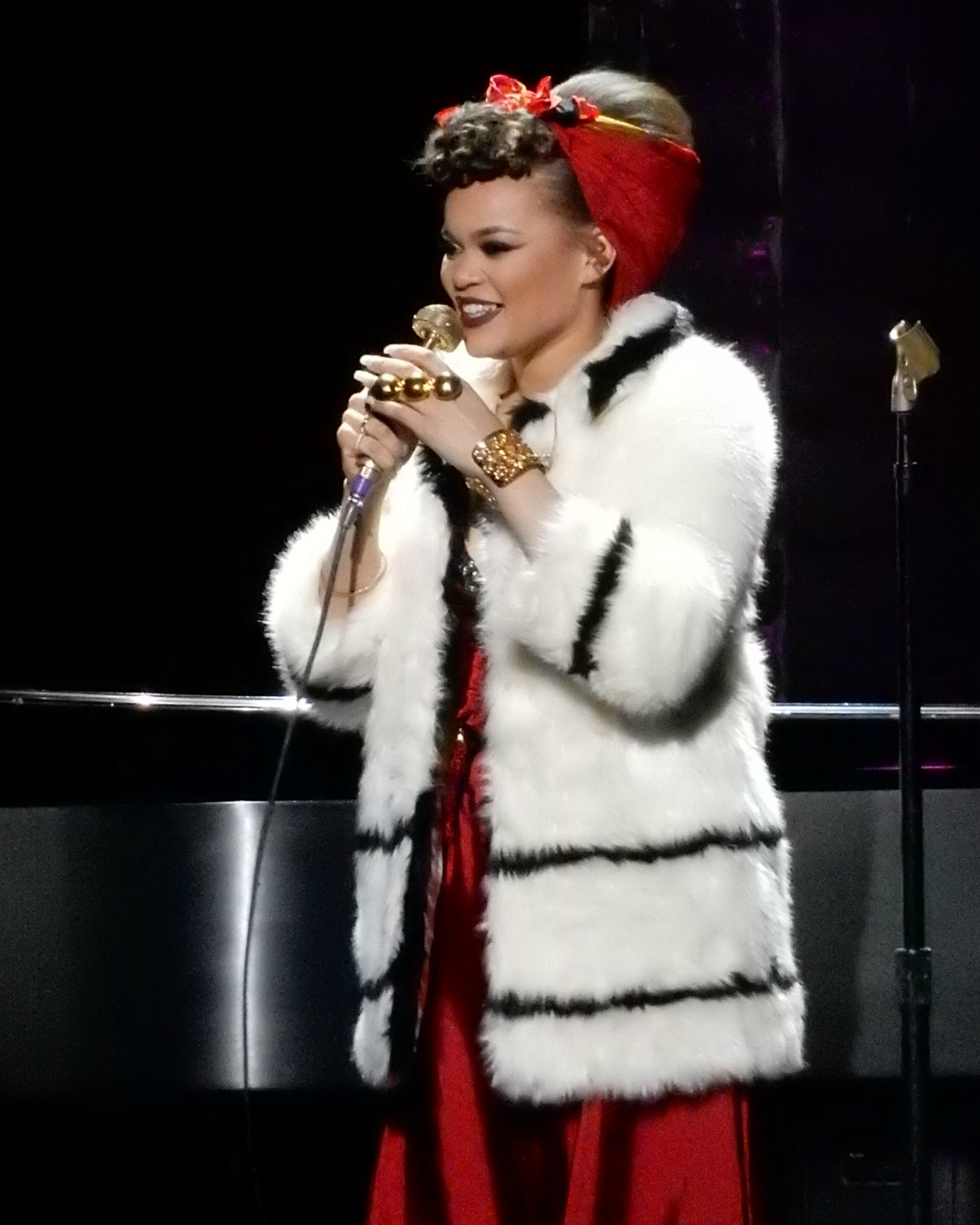
Andra Day, 2016

Da insbesondere die Geschichte des Soul mit dem Kampf der US-amerikanischen Bürgerrechtsbewegung gegen Rassentrennung und für Gleichberechtigung eng verknüpft ist und das Lied Afroamerikaner, die als Vorbild dienen, zum Inhalt hat, wird es immer wieder bei diesbezüglich thematisch verknüpften Ereignissen gespielt. 
Im November 2015 sang Andra Day das Lied gemeinsam mit Nick Jonas bei Shining A Light: A Concert for Progress on Race in Los Angeles. Nach dem Massaker in Orlando sang Day das Lied im Juni 2016 im Rahmen der Fernsehsendung Austin City Limits in Austin.
Der erste Trailer zum Film The Birth of a Nation des Regisseurs und Aktivisten Nate Parker war mit dem Lied Rise Up unterlegt. Das Lied ließ hierbei die Ansprache eines Anführers eines Sklavenaufstandes im Trailer musikalisch widerhallen und untermalte den späteren Griff zu den Waffen. Am 28. Juni 2015 präsentierte Day ihren Song im Rahmen der BET Awards 2015.

## Kommerzieller Erfolg

### Chartplatzierungen
Am 16. Februar 2016 erreichte das Lied mit Platz 24 seine beste Platzierung in den iTunes-Charts. Im Dezember 2015 wurde Rise Up im Rahmen der Grammy Awards 2016 als die beste R&B-Darbietung für einen Grammy nominiert. Auch das Album Cheers to the Fall erhielt eine Grammy-Nominierung als bestes R&B-Album.
| ChartsChartplatzierungen     | Höchstplatzierung | Wochen |
| ---------------------------- | ----------------- | ------ |
| Vereinigtes Königreich (OCC) | 61 (6 Wo.)        | 6      |

### Auszeichnungen für Musikverkäufe
Im Januar 2024 erreichte die Single in den USA Vierfach-Platinstatus.
| Land/Region                  | Auszeichnungen für Musikverkäufe (Land/Region, Auszeichnung, Verkäufe) | Verkäufe  |
| ---------------------------- | ---------------------------------------------------------------------- | --------- |
| Neuseeland (RMNZ)            | 2× Platin                                                              | 60.000    |
| Vereinigte Staaten (RIAA)    | 4× Platin                                                              | 4.000.000 |
| Vereinigtes Königreich (BPI) | Platin                                                                 | 600.000   |
| Insgesamt                    | × Gold · 7× Platin ·                                                   | 4.660.000 |